# St. Lambertus (Bürgewald)

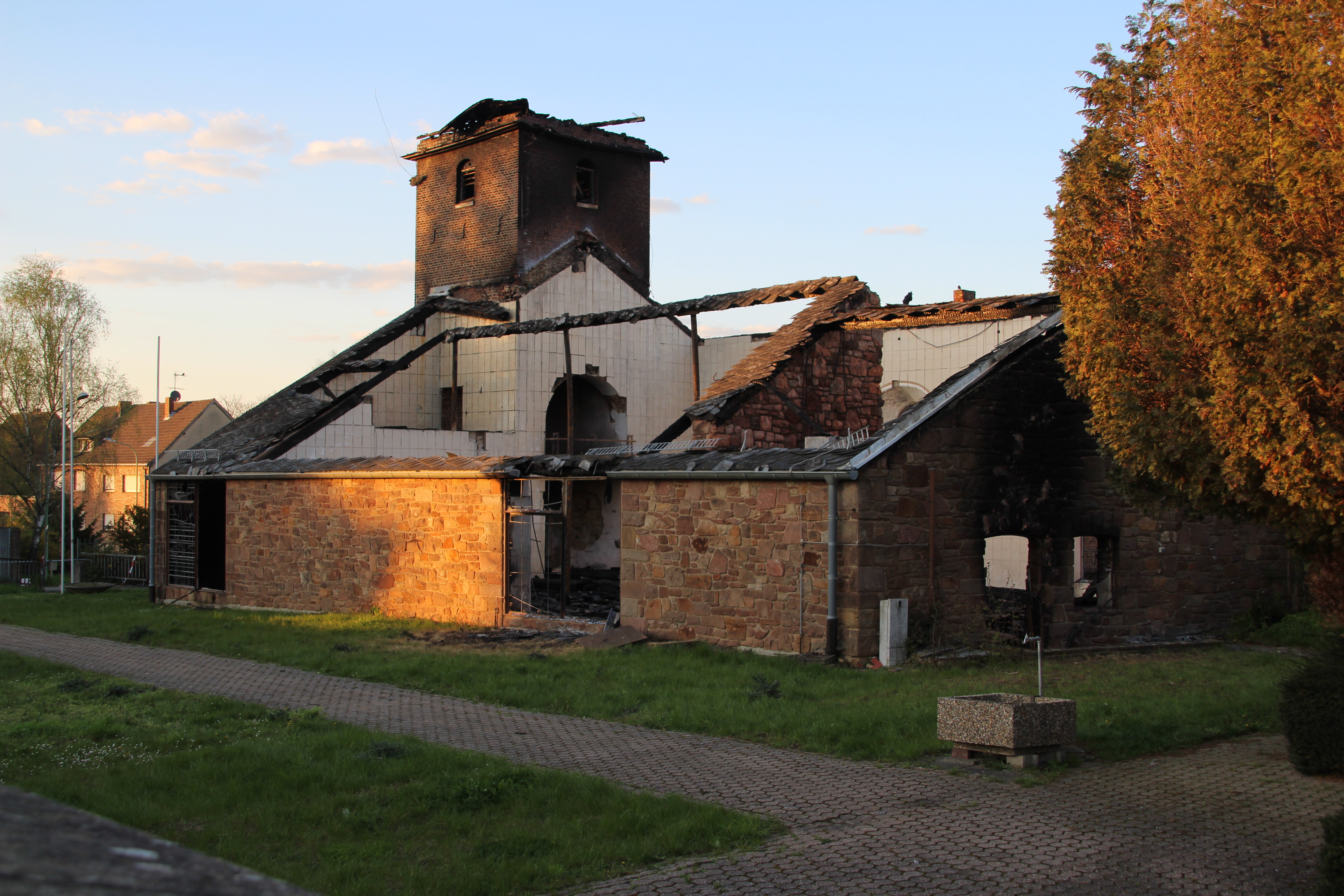
St. Lambertus zwei Tage nach dem Brand (2023)

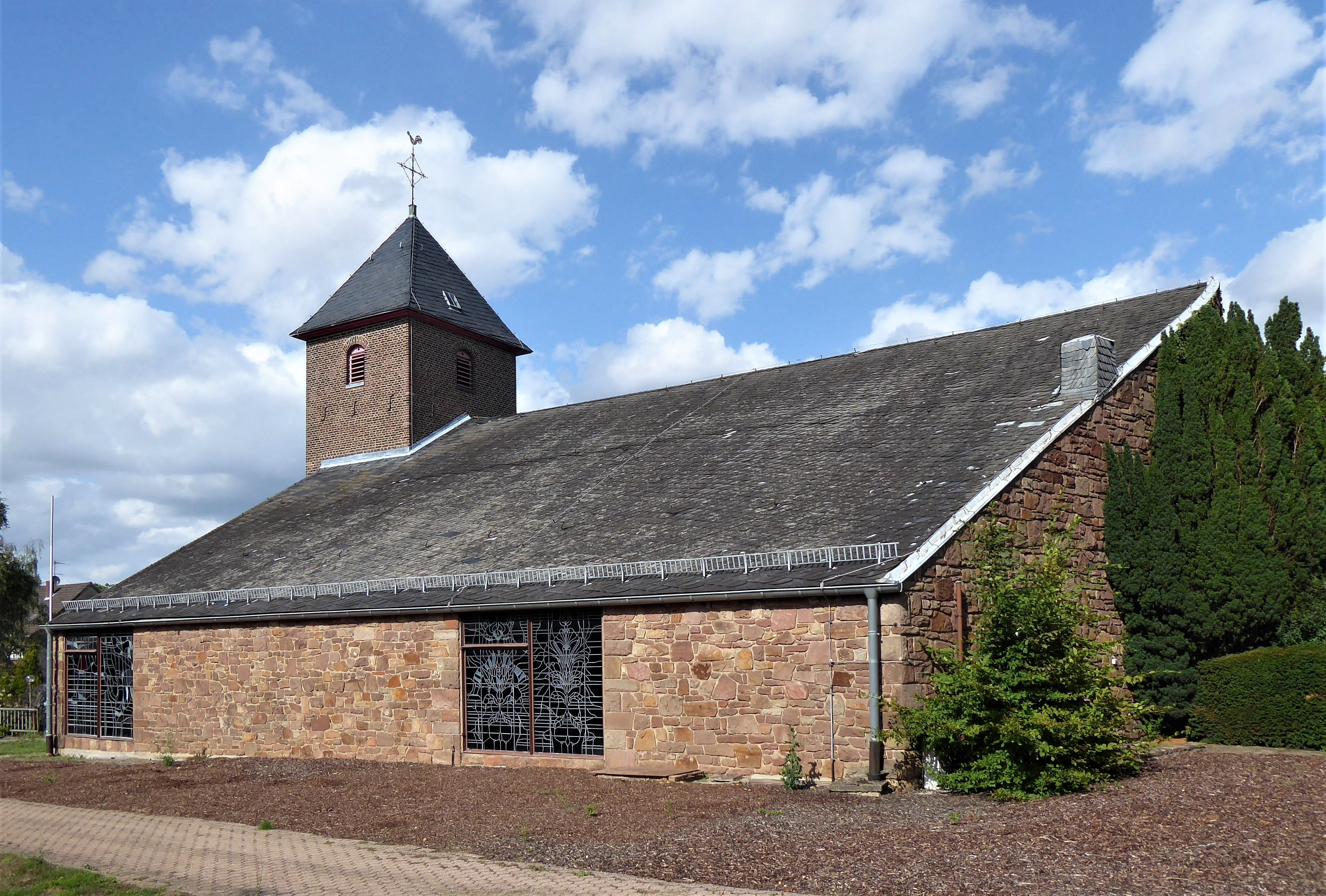
St. Lambertus im Jahr 2019

St. Lambertus ist eine ehemalige römisch-katholische Pfarrkirche im Merzenicher Ortsteil Bürgewald im Kreis Düren in Nordrhein-Westfalen.
Das Bauwerk ist unter Nr. 25 in die Liste der Baudenkmäler in Merzenich eingetragen und war dem hl. Märtyrer Lambert von Lüttich geweiht.
Am 15. Juni 2019 wurde die ehemalige Kirche im Rahmen einer letzten heiligen Messe profaniert und sollte in Zukunft als Kulturzentrum der Gemeinde Merzenich genutzt werden. Im April 2023 brannte sie bis auf die Außenmauern nieder.

## Lage
Das Kirchengebäude steht in der Ortsmitte von Bürgewald auf einer kleinen Erhebung an der Ellener Straße. Umgeben wird die Kirche vom Friedhof. Ursprünglich lag das Bauwerk im Abbaubereich des Tagebaus Hambach und sollte diesem weichen und bis 2022 abgerissen werden. Aufgrund des früheren Kohleausstiegs wird der Tagebau Hambach deutlich verkleinert und Bürgewald nicht mehr durch den Tagebau in Anspruch genommen, wodurch St. Lambertus erhalten bleibt.

## Geschichte

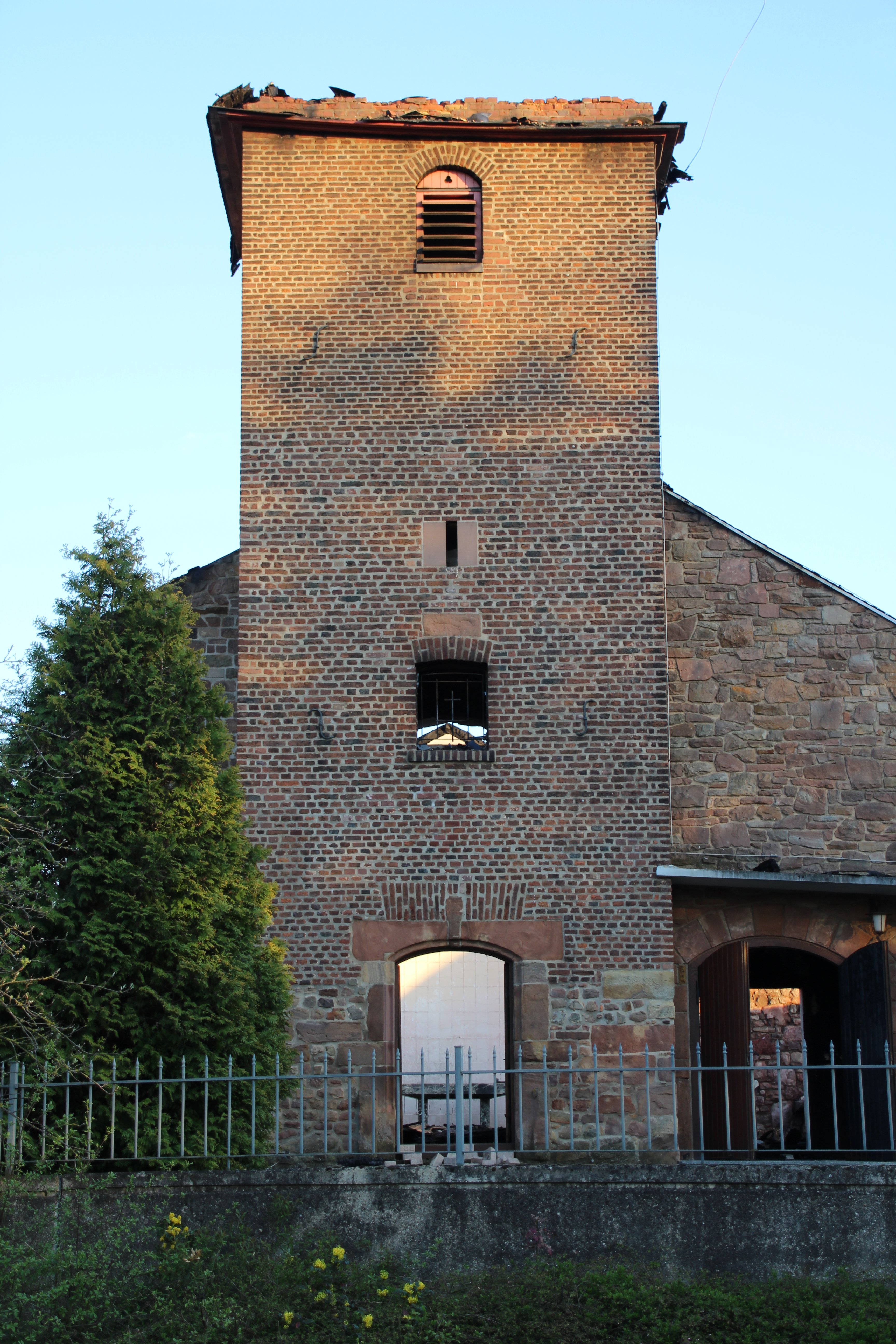
Der ausgebrannte Glockenturm

Sagen erzählen von einer Jagdkapelle, die im Bürgewald bereits im 8. Jahrhundert bestanden haben soll. Erstmals schriftlich erwähnt wird eine Pfarrkirche mit zugehöriger Vikarie aber erst im Liber valoris aus dem Jahr 1308. Morschenich war damals bereits eigenständige Pfarrei im alten Dekanat Jülich im Erzbistum Köln.
Die Pfarre blieb bis zur Franzosenzeit dem Erzbistum zugeordnet und wurde dann 1802 Pfarre im neugegründeten Bistum Aachen. Schon 1825 kam die Pfarre wieder an das Erzbistum Köln zurück. Seit 1930 gehört Morschenich zum wiedergegründeten Bistum Aachen.
Zum 1. Januar 2016 wurde die seit mindestens 1308 bestehende Pfarre aufgelöst und in die Merzenicher Pfarre St. Laurentius eingegliedert. Seitdem war St. Lambertus keine Pfarrkirche mehr, sondern Filialkirche.
Ein Feuer am 17. April 2023 führte zu großen Schäden am Gebäude. Trotz des Einsatzes von zeitweise mehr als 70 Einsatzkräften stürzten die Dächer von Kirchenschiff und Glockenturm vollständig ein. Dabei wurde der Innenraum komplett zerstört, sodass nur noch die Umfassungsmauern stehen geblieben sind. Eine Brandursache konnte bisher nicht ermittelt werden.
Im Dezember 2023 wurde bekannt, dass die Kirche wieder aufgebaut werden soll.

## Baugeschichte
Im 12. Jahrhundert wurde eine Kirche in Morschenich erbaut, die 1308 im Liber valoris Erwähnung findet. Vielleicht hatte diese Kirche bereits einen Vorgängerbau. Im 16. Jahrhundert wurde diese Kirche durch ein neues Gotteshaus ersetzt, von dem heute noch das Untergeschoss des Glockenturms erhalten ist. Ein Feuer zerstörte diesen Bau Mitte des 18. Jahrhunderts, nur das Turmuntergeschoss konnte erhalten werden. Im Jahr 1775 wurde an gleicher Stelle eine neue Saalkirche unter Einbeziehung des erhaltenen Turmuntergeschosses erbaut. Es war ein zweiachsiger Bau mit vorgebautem Glockenturm und eingezogenem, dreiseitig geschlossenem Chor im Stil des Barock. Das Innere besaß bis zum Krieg eine komplett erhaltene barocke Ausstattung. Im Zweiten Weltkrieg wurde die barocke Kirche fast vollständig zerstört, nur die Nordwand des Kirchenschiffs und der Turm blieben stehen.
Mit dem Wiederaufbau der Pfarrkirche konnte erst Mitte der 1950er Jahre begonnen werden. Am 25. Juli 1954 wurde der Grundstein der neuen Kirche gelegt. Die Pläne dazu fertigte der Düsseldorfer Architekt Josef Lehmbrock an, der die verbliebenen Reste der alten Kirche mit in den Neubau integrierte. Die Konsekration fand am 3. oder 4. September 1955 statt. Im Jahre 1994 wurde das Dach saniert. 1998 erfolgte eine Außensanierung des Gotteshauses.
Am 15. Juni 2019 wurde das Gotteshaus profaniert, indem ein Schreiben des Aachener Bischofs Helmut Dieser verlesen, das Allerheiligste aus dem Tabernakel geholt und das Ewige Licht gelöscht wurde. Seitdem ist der Bau kirchenrechtlich keine Kirche mehr. Nach den Plänen der Gemeinde Merzenich soll die Morschenicher Kirche in Zukunft als Kulturzentrum genutzt werden. Die erste Veranstaltung in St. Lambertus seit der Profanierung war am 7. März 2020 ein Spendenkonzert für den Erhalt der Kirche.

## Baubeschreibung
St. Lambertus ist eine moderne zweischiffige Halle aus Bruchstein. Der dreigeschossige Glockenturm sowie die Nordwand sind noch Barock. Der Chor im Osten ist abgerundet.

## Ausstattung
Die Buntglasfenster der Kirche stammten aus dem Jahr 1975 und das Turmfenster aus dem Jahr 1980. Sie waren Werke des Dürener Künstlers Herb Schiffer und wurden beim Brand im April 2023 zerstört. Die steinerne Lambertusfigur im Chor schuf der Dürener Künstler Herbert Halfmann im Jahr 1990. Sie wurde aus der Kirche ausgebaut und soll in der Lambertuskapelle am Umsiedlungstandort aufgestellt werden. Ebenso zählte zur Ausstattung ein barockes Taufbecken, welches ebenfalls ausgebaut und in der neuen Lambertuskapelle einen neuen Platz finden soll.

## Glocken
Im Glockenturm von St. Lambertus befinden sich drei Glocken aus Graueisen, die von der Firma J. F. Weule aus Bockenem 1949 gegossen wurden. Sie ersetzen ein im Zweiten Weltkrieg eingeschmolzenes, ebenfalls dreistimmiges, Geläut mit den Schlagtönen g′, h′ und c″. Die kleinste und älteste Glocke war ein Guss von Peter Boitel aus dem Jahr 1828, die beiden größeren Glocken wurden bei den Gebr. Ulrich in Apolda 1925 gegossen. Ob die Glocken durch den Brand beschädigt wurden, ist bislang nicht bekannt.
| Nr. | Name | Durchmesser (mm) | Masse (kg, ca.) | Schlagton (HT-1/16) | Gießer                    | Gussjahr |
| 1   | –    | 1.268            | 800             | fis′ +8             | Fa. J. F. Weule, Bockenem | 1949     |
| 2   | –    | 1.050            | 460             | a′ +3               | Fa. J. F. Weule, Bockenem | 1949     |
| 3   | –    | 931              | 330             | h′ +-0              | Fa. J. F. Weule, Bockenem | 1949     |

Motiv: Te Deum

## Ersatzbau
Am Umsiedlungsstandort Morschenich-Neu wurde 2019 mit dem Bau einer neuen St. Lambertus-Kapelle begonnen, die nach Plänen der beiden Architekten Mathias Paulssen und Axel Maria Schlimm errichtet wird und ursprünglich im Verlauf des Jahres 2020 fertiggestellt werden sollte. Aufgrund von Verzögerungen und Lieferschwierigkeiten ist die Kapelle gegenwärtig (2023) noch nicht fertiggestellt worden.

## Pfarrer
Folgende Pfarrer wirkten an St. Lambertus als Seelsorger bis zur Auflösung der Pfarre 2016:
| von – bis | Name                       |
| --------- | -------------------------- |
| Um 1550   | Peter Unkel von Zulpge     |
| 1559–1564 | Bartholomäus von Mirweiler |
| ?–1681    | Lambert Brewer             |
| 1681–1718 | Johann Martin Bey          |
| 1718–1720 | Franz Sauvage              |
| 1720–1724 | Johann Wilhelm Fabry       |
| 1725–1726 | Johann Damian Dackweiler   |
| 1726–1740 | Konrad Schnorrenberg       |
| 1740–1757 | Johann Josef Custodis      |
| 1757–1780 | Johann Josef Herckenrath   |
| 1780–1782 | Matthias Hambuch           |
| 1782–1839 | Lambert Schopen            |
| 1839–1844 | Peter Wilhelm Schöngen     |

| von – bis | Name                               |
| --------- | ---------------------------------- |
| 1844–1862 | Johann Adam Jansen                 |
| 1862–1884 | Josef Bollbach                     |
| 1886–1888 | Anton Platzbecker (Pfarrverwalter) |
| 1888–1907 | Anton Platzbecker                  |
| 1907–1913 | Franz Josef Mertens                |
| 1913–1921 | Jakob Filusch                      |
| 1921–1944 | Josef Schreiner                    |
| 1944–1946 | Vakant                             |
| 1946–1963 | Hubert Frembgen                    |
| 1963–1970 | Franz Dombret                      |
| 1970–1973 | Heinrich Biegai                    |
| 1973–1993 | Helmut Kaiser                      |
| 1993–2015 | Heinz Dieter Hamachers             |